# Гривун
Гривун — порода голубей, выведенная русскими голубеводами. Это одна из самых распространённых в России пород голубей. Их ценят за лётные качества. Гривунами этих голубей называют потому, что они чисто белого цвета с характерным пятном — «гривой» — чёрного, красного, жёлтого цвета на шее. Редко встречаются сплошные белые, вороные, красные, жёлтые.

## История
Эти голуби имеют и другое название — гривуны-пермяки, так как эта порода выведена в Перми и пользуется большой популярностью в Свердловске, Челябинске, Кирове, Ижевске, Соликамске. Порода начала формироваться в конце XIX века, а во второй половине XX века сложился определённый тип пермского гривуна с довольно устойчивыми признаками экстерьера и исключительно высокими лётными качествами.

## Общее впечатление
По внешнему виду гривуны очень изящны. У них широкая грудь, голова сухая, клюв средней величины, глаза крупные, выпуклые. Посадка гривунов низкая, ноги не оперены, концы крыльев по длине в «обрез» с хвостом. Они выносливы и обладают крепкой конституцией, которая не нарушает гармонии пропорции голубя, а, наоборот, облагораживает его облик. Гривуны отличаются крепким костяком и хорошо развитой мускулатурой, плотным, довольно жёстким оперением, то есть качествами, необходимыми хорошему летуну.

## Полет
Гривуны — прекрасные летуны. Они легки на подъём, стиль их полёта — круговой и неодинаков как по продолжительности, так и по маху крыльев. Стая гривунов дружно уходит вверх, летая на головокружительной высоте над своей голубятней, и держится вместе несколько часов. Затем некоторые голуби отрываются от стаи и взмывают ещё выше, а другие по причине усталости начинают «вываливаться» — небольшими группами или поодиночке отделяются от основной партии и медленно идут на посадку. В воздухе остаются самые сильные лётные голуби. Раньше в Перми таких летунов называли «бриллиантовыми».
Полёт гривунов длится от 5 до 8 часов, а у некоторых голубей — до 12 часов и более. Летают они очень высоко, уходят ввысь в «точку», часто покрываются, то есть исчезают в выси из глаз наблюдателя.
Голубеводы тренируют гривунов в ясную погоду, чтобы хорошо видеть их лёт. Эта порода за зиму почти не засиживается и уже через неделю тренировок приобретает нужную форму и по-настоящему начинает показывать хороший лёт. Гривуны весьма привязаны к своей голубятне и обладают хорошей ориентацией.

## Стандарт
Стандарт на породу не разработан, но за основу такого стандарта могли бы быть приняты следующие требования к породным признакам, рекомендуемые в литературе.

### Общий вид
Величина голубя средняя (общая длина 35 — 37см); строение тела пропорциональное, хорошо обтекаемой формы; стойка наклонная; корпус низкой посадки, с приподнятой вверх и выдвинутой вперёд сильной грудью; оперение гладкое, без всяких украшений, чистое, белое, с цветным пятном на шее. Весь экстерьер голубя указывает на его высокие лётные качества.

### Расовые признаки
- Голова: гладкая, округло-удлинённой формы, довольно сухая; лоб, затылок и темя очерчены одной плавной линией.
- Глаза: небольшие, выразительные, тёмные, почти чёрные, веки узкие, тонкие, гладкие, светлые.
- Клюв: средней длины, прямой, довольно тонкий, светлый с розовым оттенком, верхняя часть клюва на конце немного загнута вниз;
- Восковица: небольшая, продолговатая, плотно прилегающая к клюву, белая.
- Подбородок: неглубоко вырезан в виде небольшой дуги и плавной линией соприкасается с шеей.
- Шея: средней полноты и длины, прямая, у головы тоньше, к плечам расширяется и плавно переходит в грудь и спину.
- Грудь: сильная и довольно широкая, округлая, выпуклая, приподнята вверх и заметно выдаётся вперёд.
- Спина: прямая, в плечах довольно широкая, к хвосту сужается, спускается под небольшим углом и прямо переходит в хвост.
- Крылья: длинные, с широкими упругими, плотно сомкнутыми маховыми перьями, лежат на хвосте, концами касаются друг друга, но не перекрещиваются между собой.
- Хвост: узкий из 12 широких рулевых перьев, хорошо сомкнутый, прямой и ровный, со спиной образует одну прямую линию, средней длины.
- Ноги: короткие, плюсна и пальцы неоперённые, малинового цвета, когти светлые.

### Цвет и рисунок
Оперение всего тела чисто белое, на тыльной части шеи цветное пятно, которое начинается примерно на 1 — 1,5 см ниже затылка, проходит по шее, не заходя впереди за её середину, расширяясь к плечам до основания шеи и покрывая верхнюю часть спины в виде треугольника. Рисунок чётко очерчен и не должен заходить на грудь, плечи и далеко на спину. Цвет рисунка чёрный, красный, жёлтый, редко синий, обычно насыщенный, яркий.

### Мелкие допустимые недостатки
Высоковатые, слегка оперённые ноги, горизонтальная стойка, узковатая грудь, небольшая сивина верхней части клюва, коротковатый и толстоватый клюв, тёмно коричневые глаза, широковатое веко, небольшие неровности линии цветного рисунка и заходы его на грудь и плечи, длинноватый хвост, тёмные когти.

### Крупные недопустимые недостатки
Грубое, глыбовидное строение тела, высокие и сильно оперённые ноги, короткие, узкие, неплотно сомкнутые крылья, широкий, сводчатый и не плотно сомкнутый хвост; слабая, впалая грудь; светлые глаза; хохлатость; чёрный клюв; неправильный рисунок или отсутствие «гривы»; цветные перья на теле, в крыльях и хвосте.